# Museo dipartimentale di archeologia Jérôme Carcopino
Il Museo dipartimentale di archeologia Jérôme Carcopino è situato nel comune di Aleria in Corsica a circa 70 chilometri da Bastia e a 120 chilometri da Ajaccio.

## Il museo
Il museo è intitolato allo storico francese di origine corsa Jérôme Carcopino.
Vi si trovano collezioni di archeologia, di arte religiosa e di etnografia. Il responsabile del museo è Ghjuvan Claudiu Ottaviani. Il museo si trova nel Forte di Matra (XIV secolo) situato nella parte vecchia di Aleria a circa due chilometri dal paese moderno.
Le collezioni presenti nel museo di Aleria concernono quindici secoli di storia della Corsica e della stessa Aleria, dal X secolo a.C. al V secolo.
Parecchi oggetti esposti sono d'una grande importanza archeologica, sia per quello che riguarda la conoscenza della Corsica, ma anche per quella del mondo mediterraneo.
Questa importanza deriva dal sito archeologico di Aleria, che fu non solo una delle capitali antiche della Corsica, ma che è stata anche durante la sua storia, colonia dei Greci focesi, poi dei cartaginesi, poi dei romani e che infine è stata invasa e distrutta dai Vandali nel V secolo.
Fra gli oggetti rimarchevoli presenti nel museo si possono menzionare un piatto raffigurante uno degli elefanti di Annibale in marcia, due coppe greche per le libagioni (rhyton) dalla straordinaria e rara forma zoomorfa riproducenti una testa di cane e quella di un mulo o cavallo. 
Ci sono infine vasi e ceramiche greche, romane ed etrusche, armi di bronzo, anfore, monete e molti oggetti di vita quotidiana.

## Il Forte di Matra
Il Museo di Aleria è ubicato nel Forte di Matra, un monumento classificato come monumento nazionale a partire dal 1962.
L'anno successivo alla sua classificazione come monumento nazionale, nel 1963, nel forte venne installato un deposito del materiale archeologico raccolto nel circondario e soprattutto durante gli scavi effettuati nell'Aleria antica, a qualche centinaio di metri di distanza. Dopo che nel 1979 il Forte di Matra fu acquistato dal Dipartimento dell'Alta Corsica, questo materiale divenne il nerbo del nuovo Museo.

## Galleria d'immagini

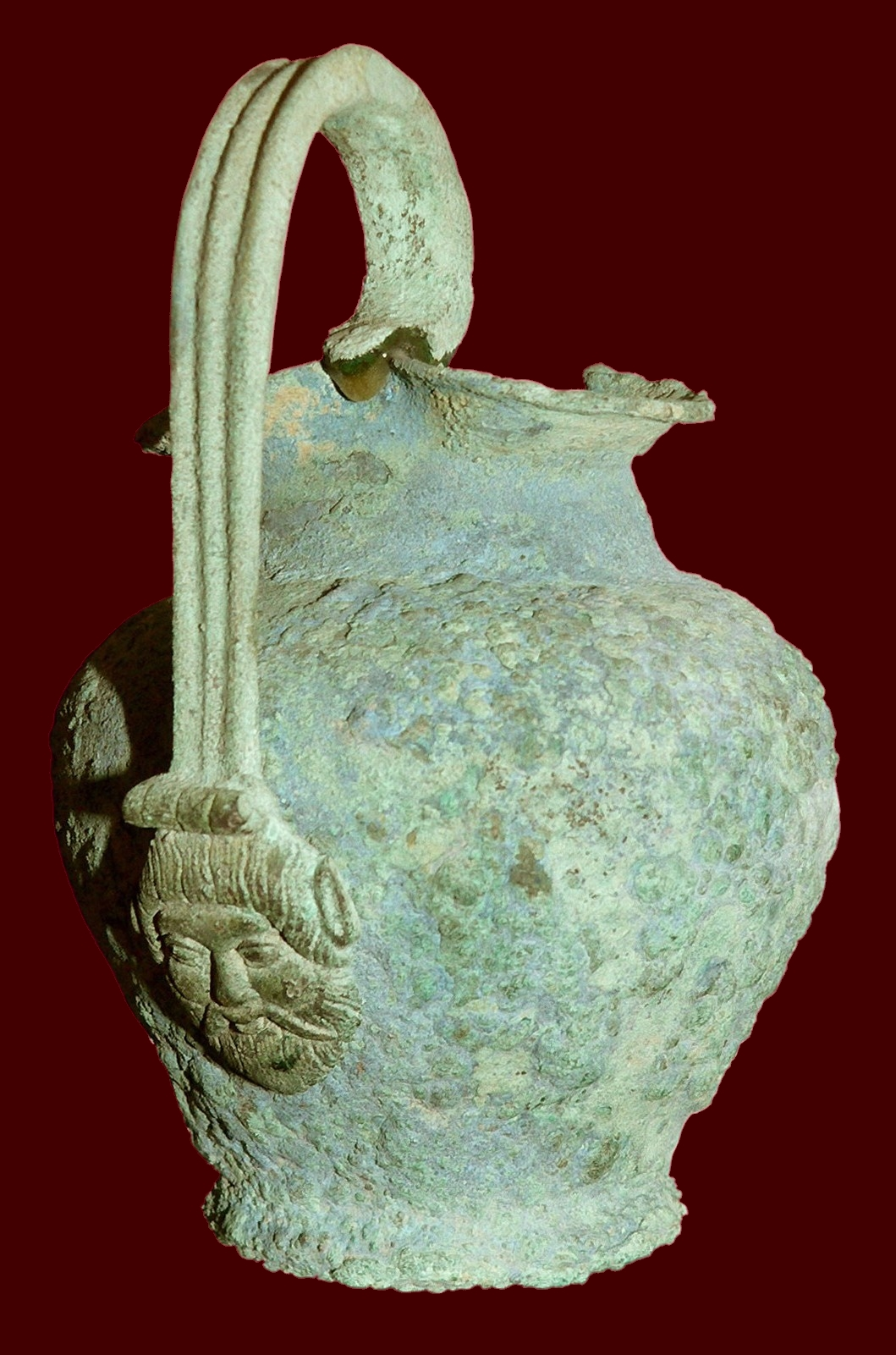
Anfora in bronzo
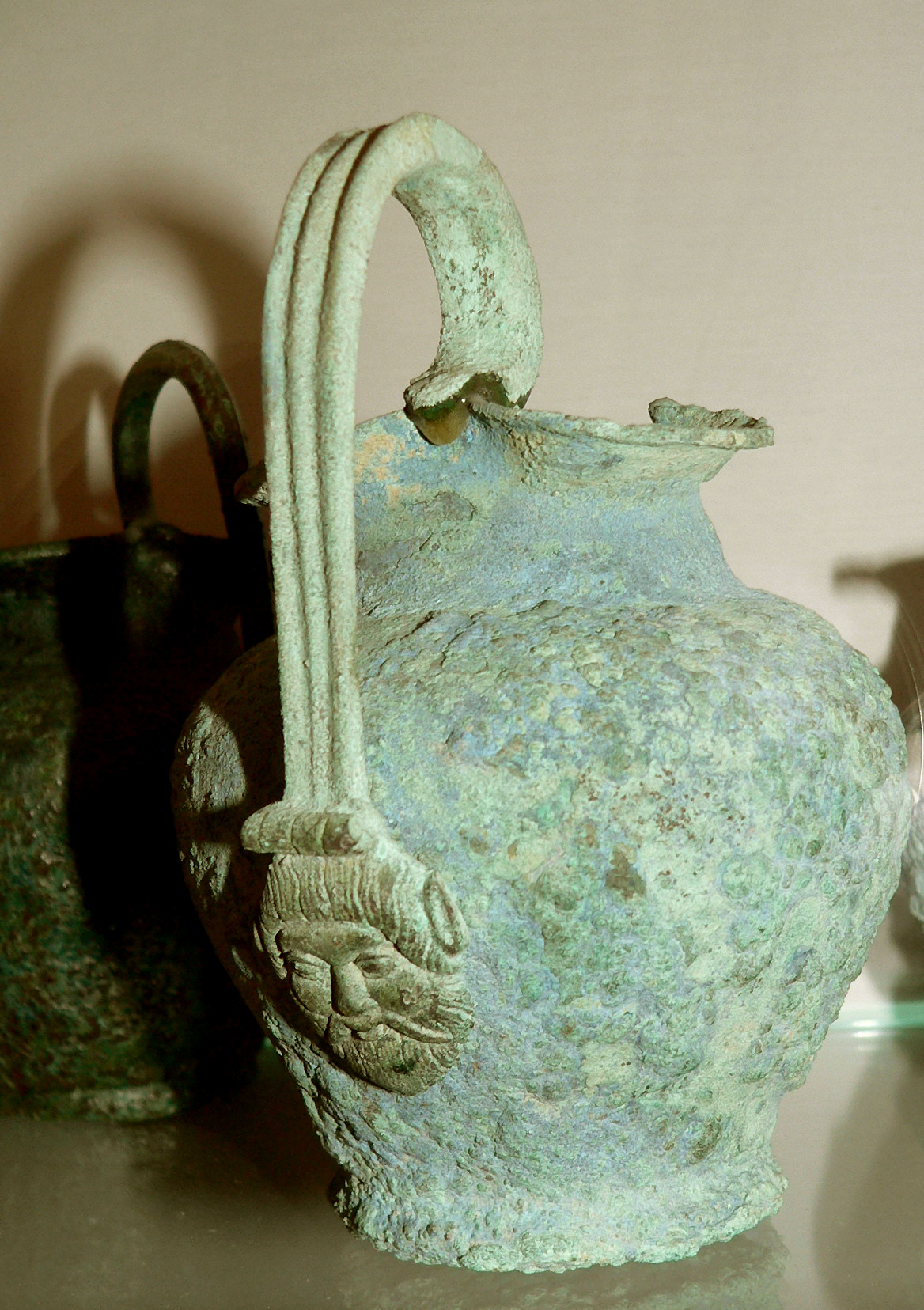
Anfora in bronzo
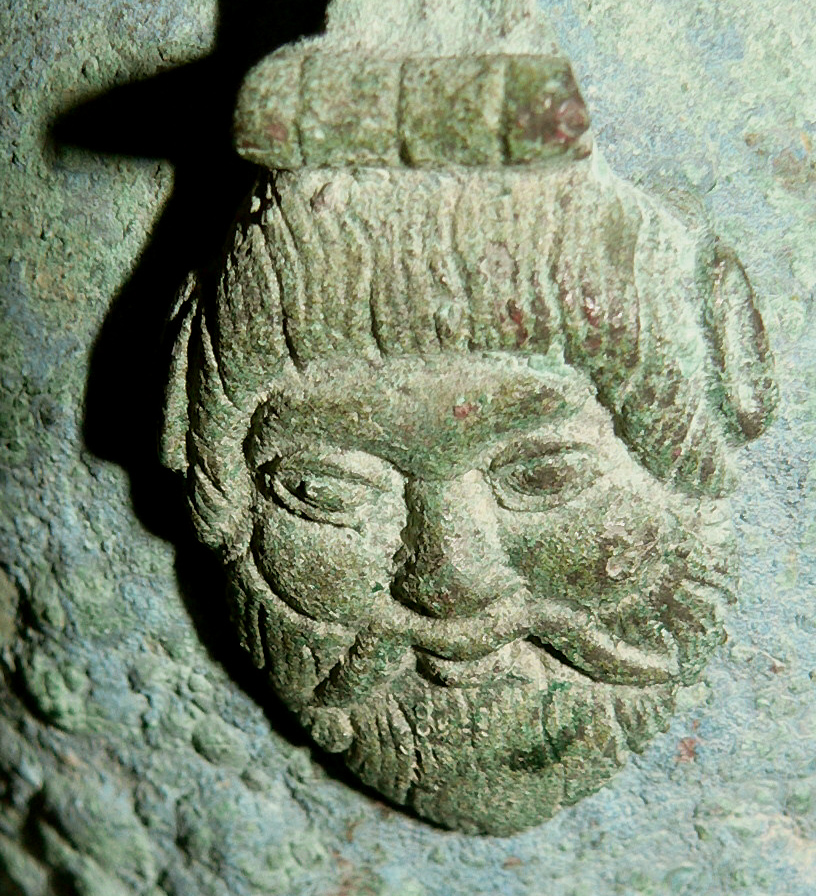
Medaglione in bronzo
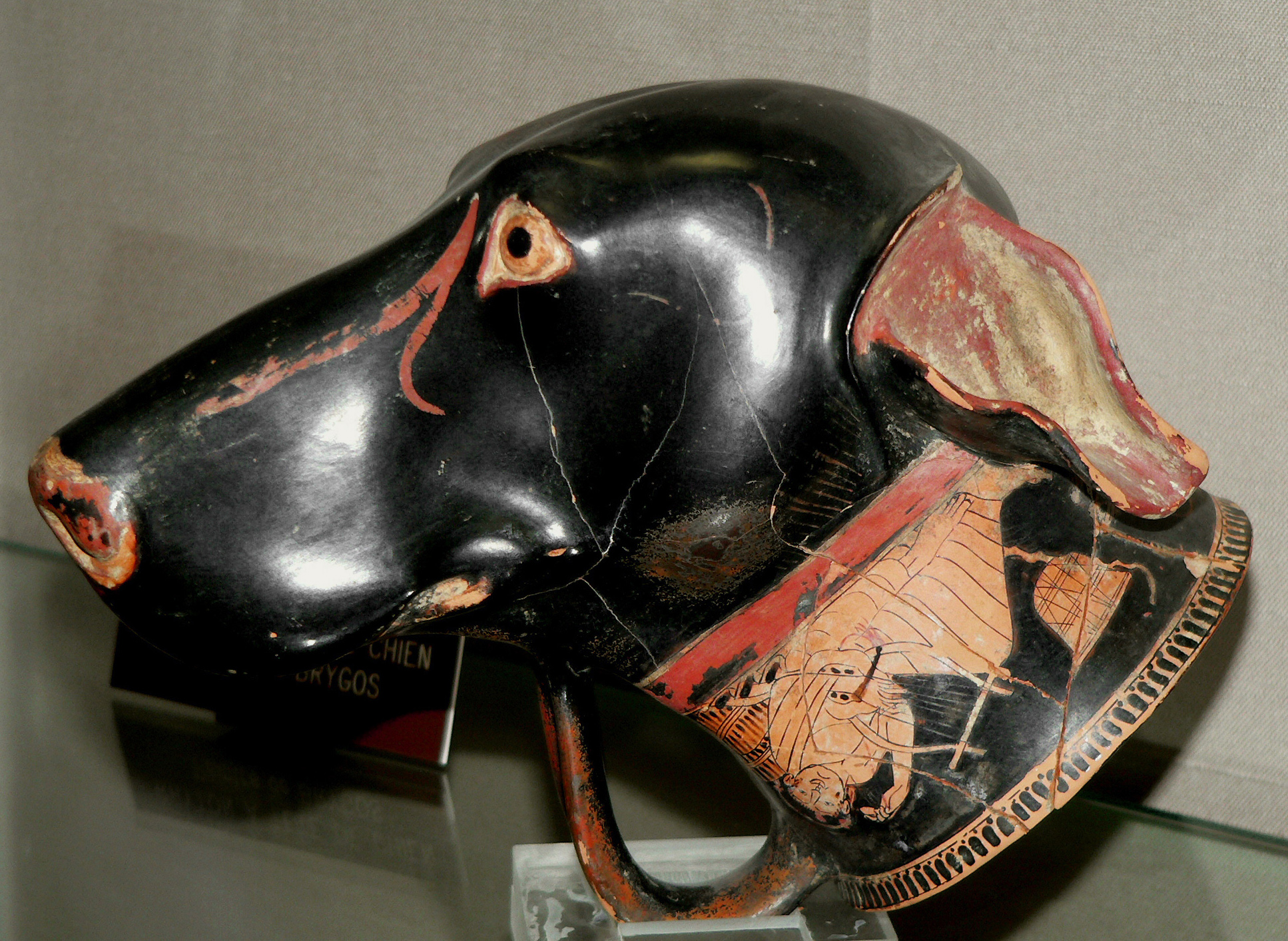
Coppa zoomorfa riproducente la testa di un cane
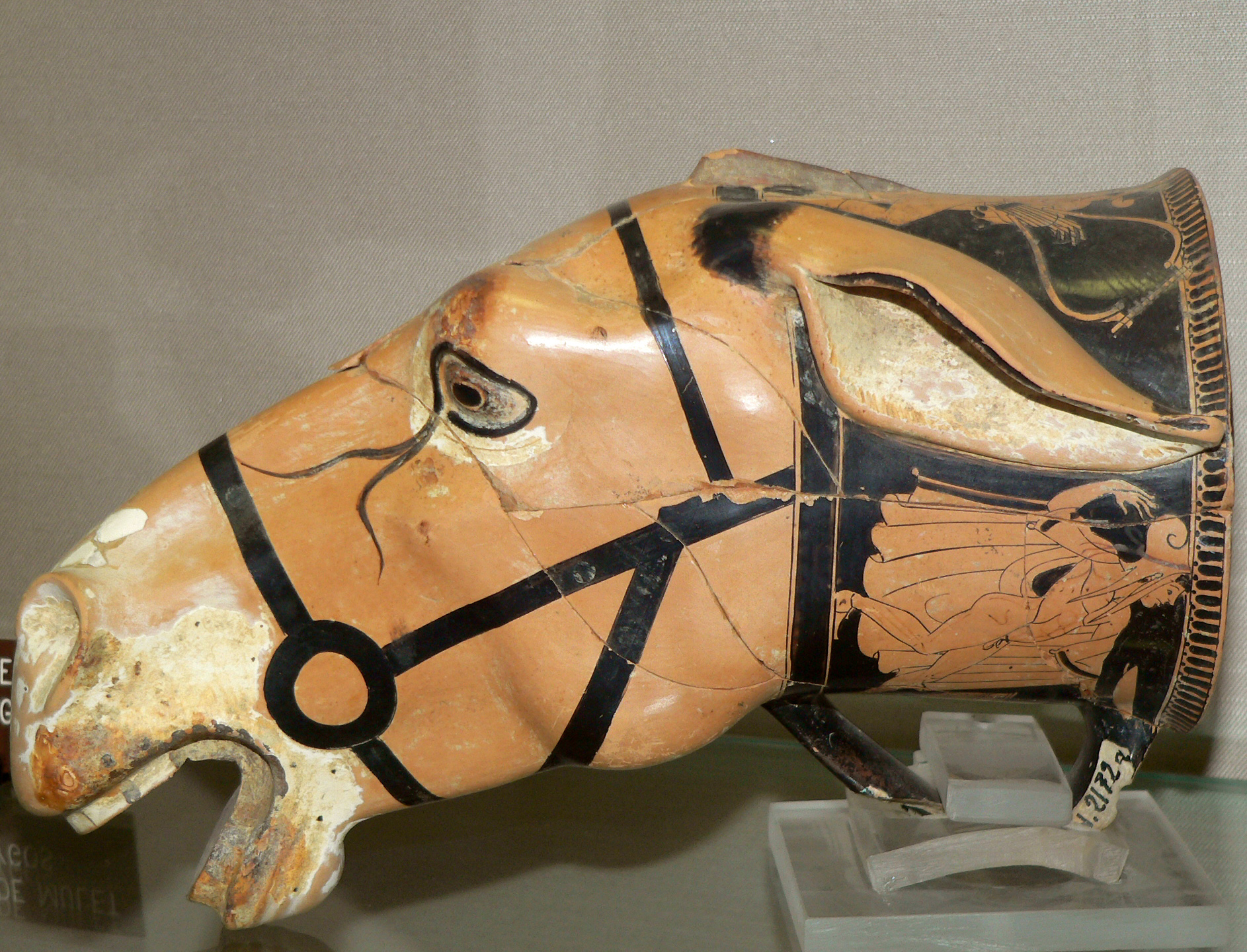
Coppa zoomorfa riproducente la testa di un cavallo
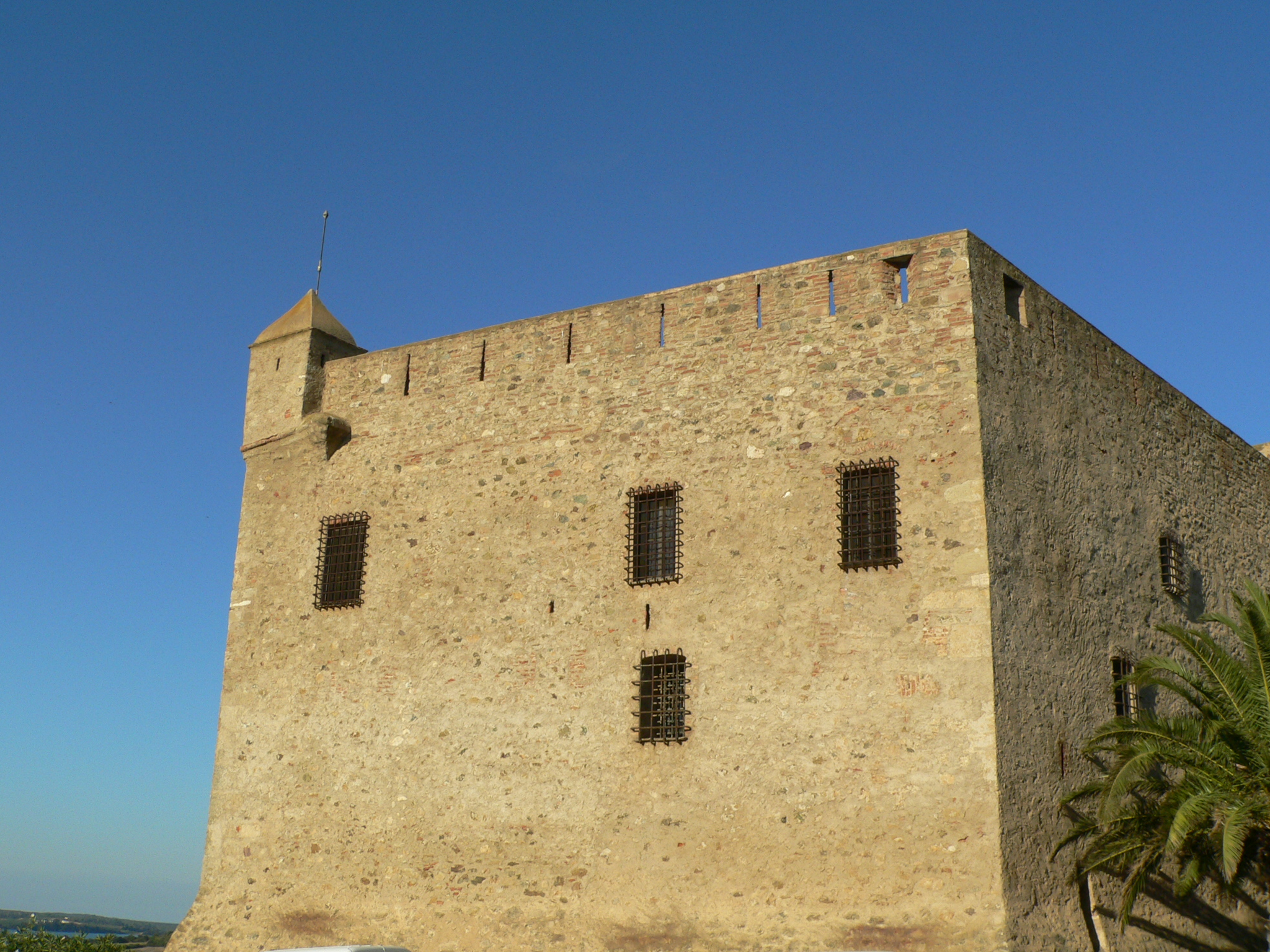
Forte di Matra
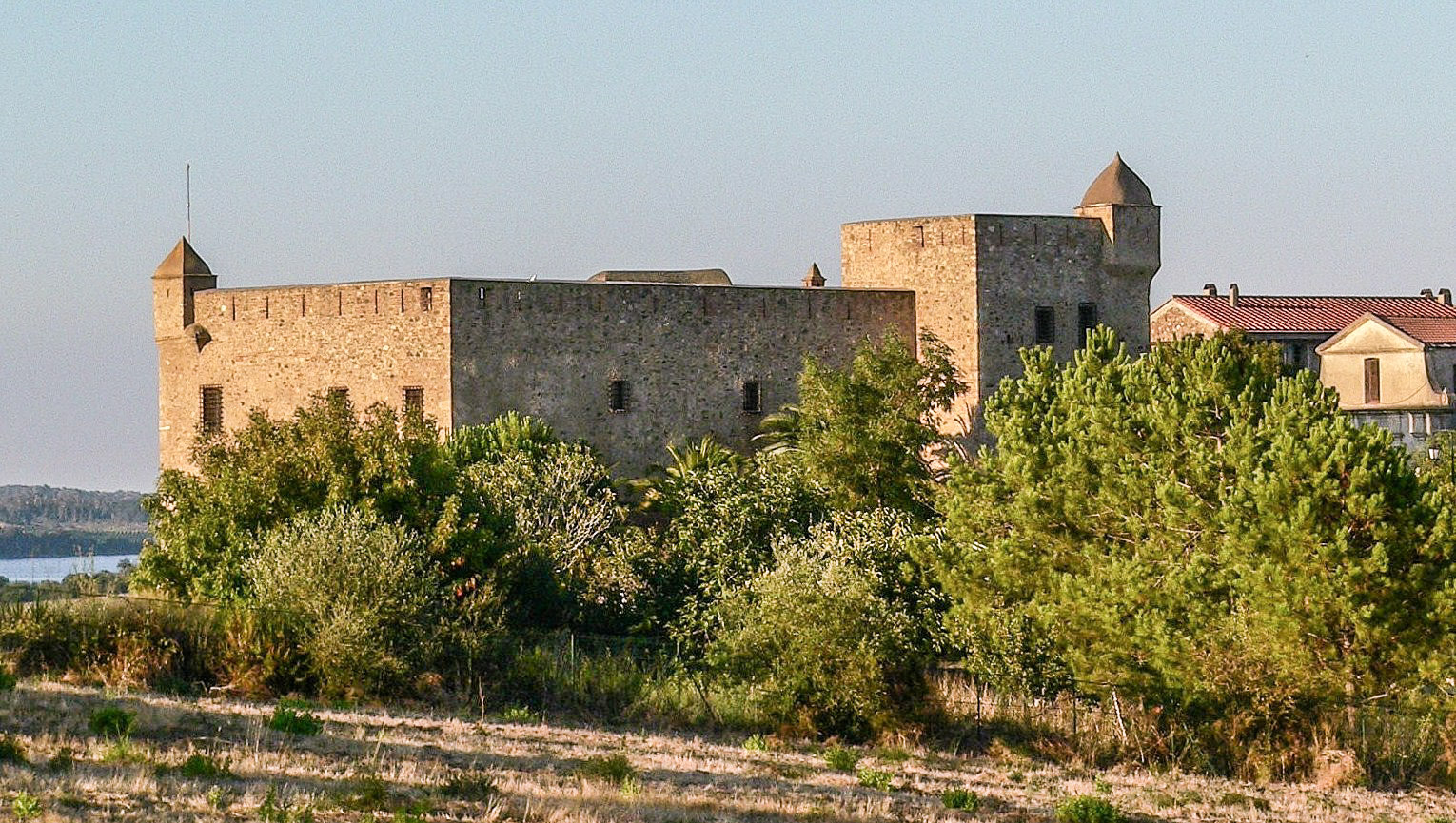
Forte di Matra
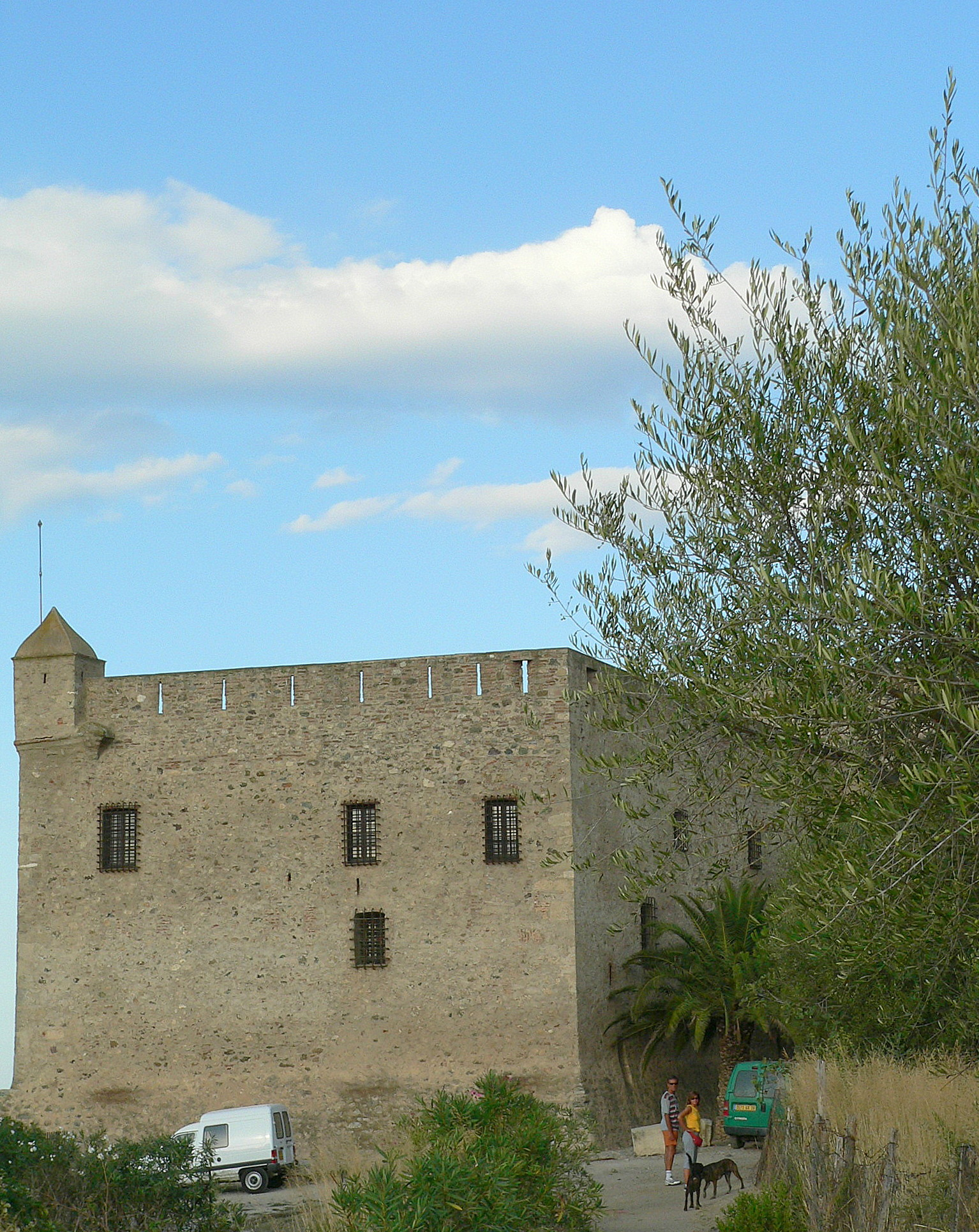
Forte di Matra
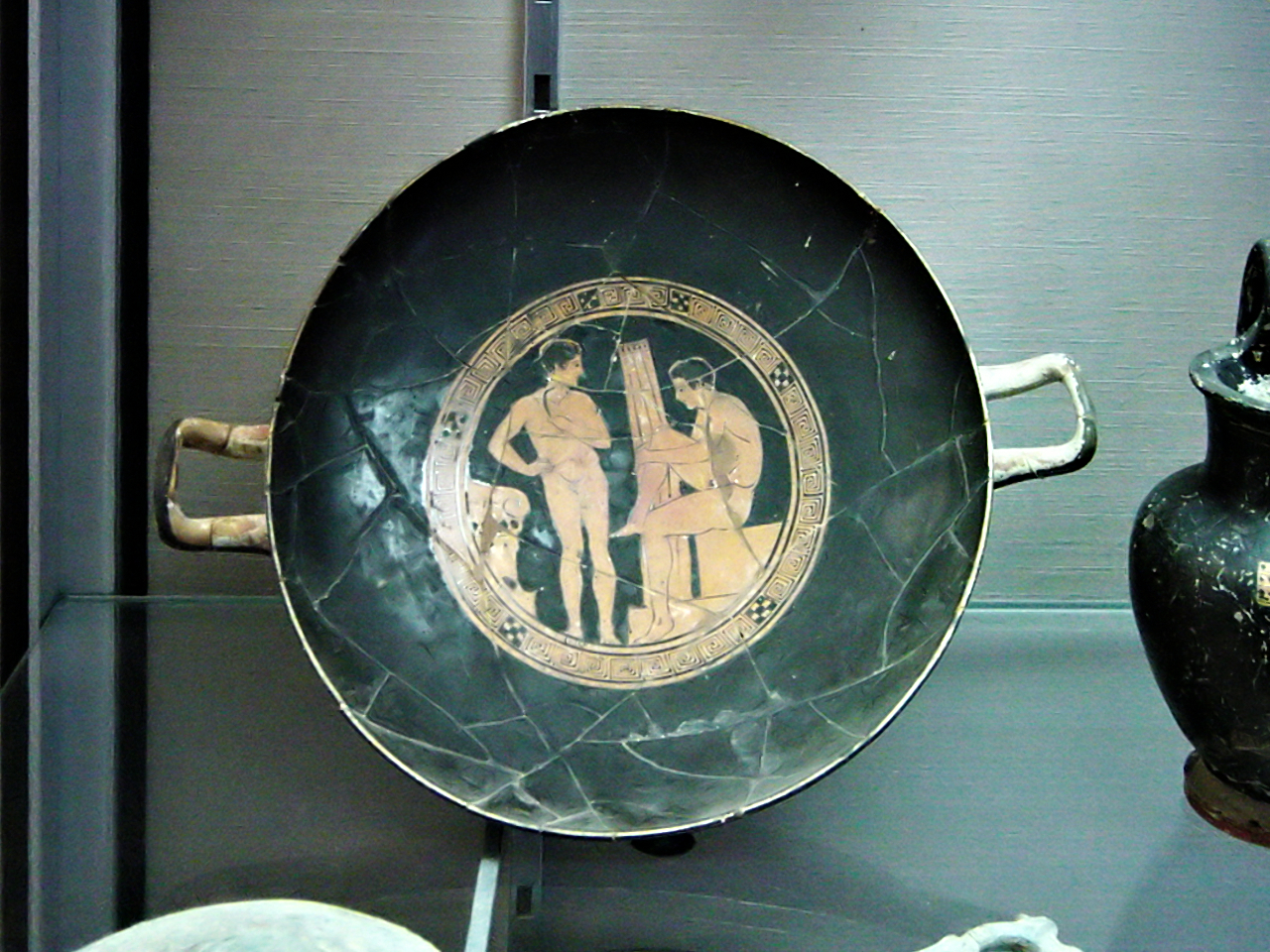
Coppa greca
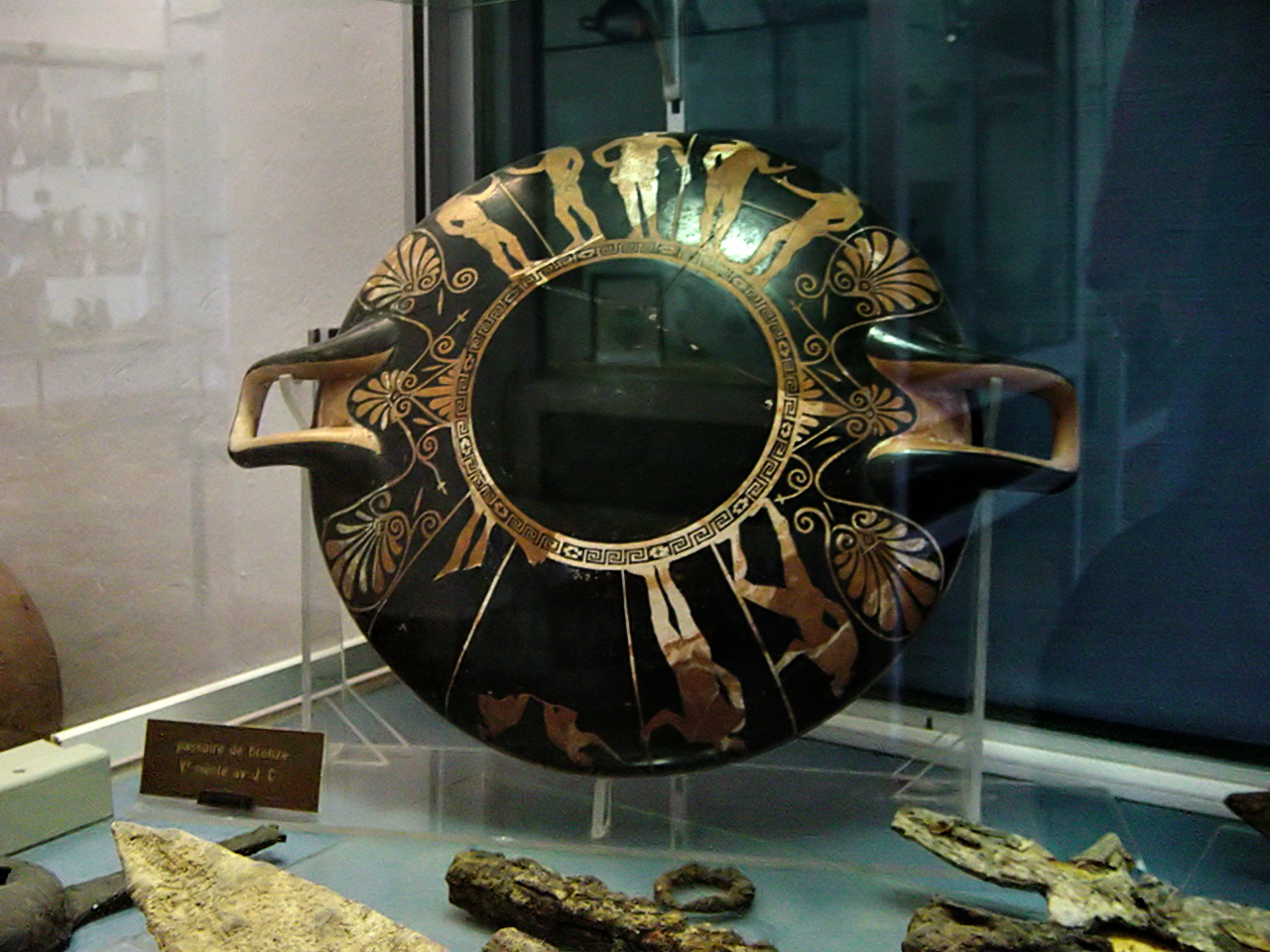
Coppa greca
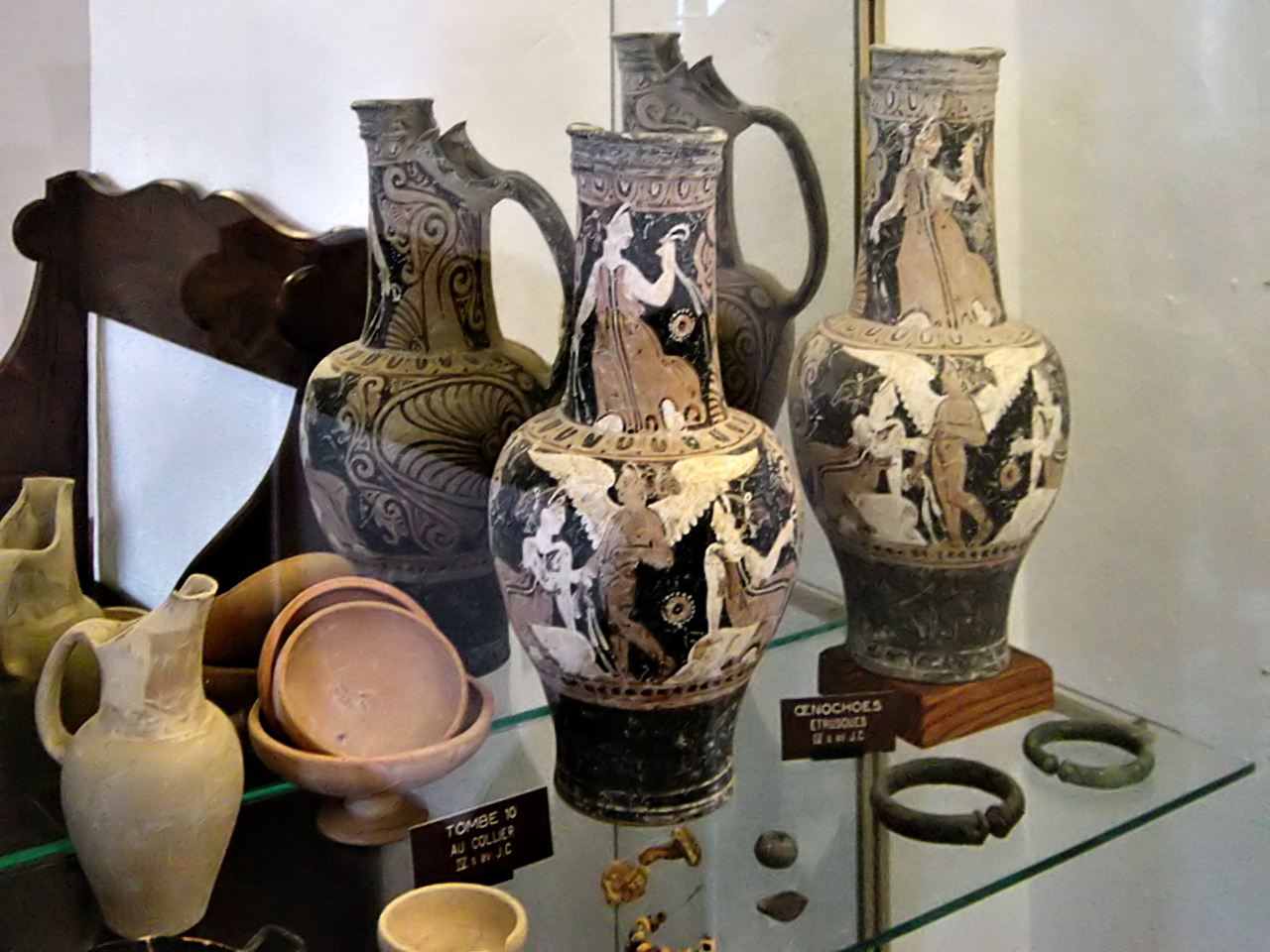
Vasi etruschi
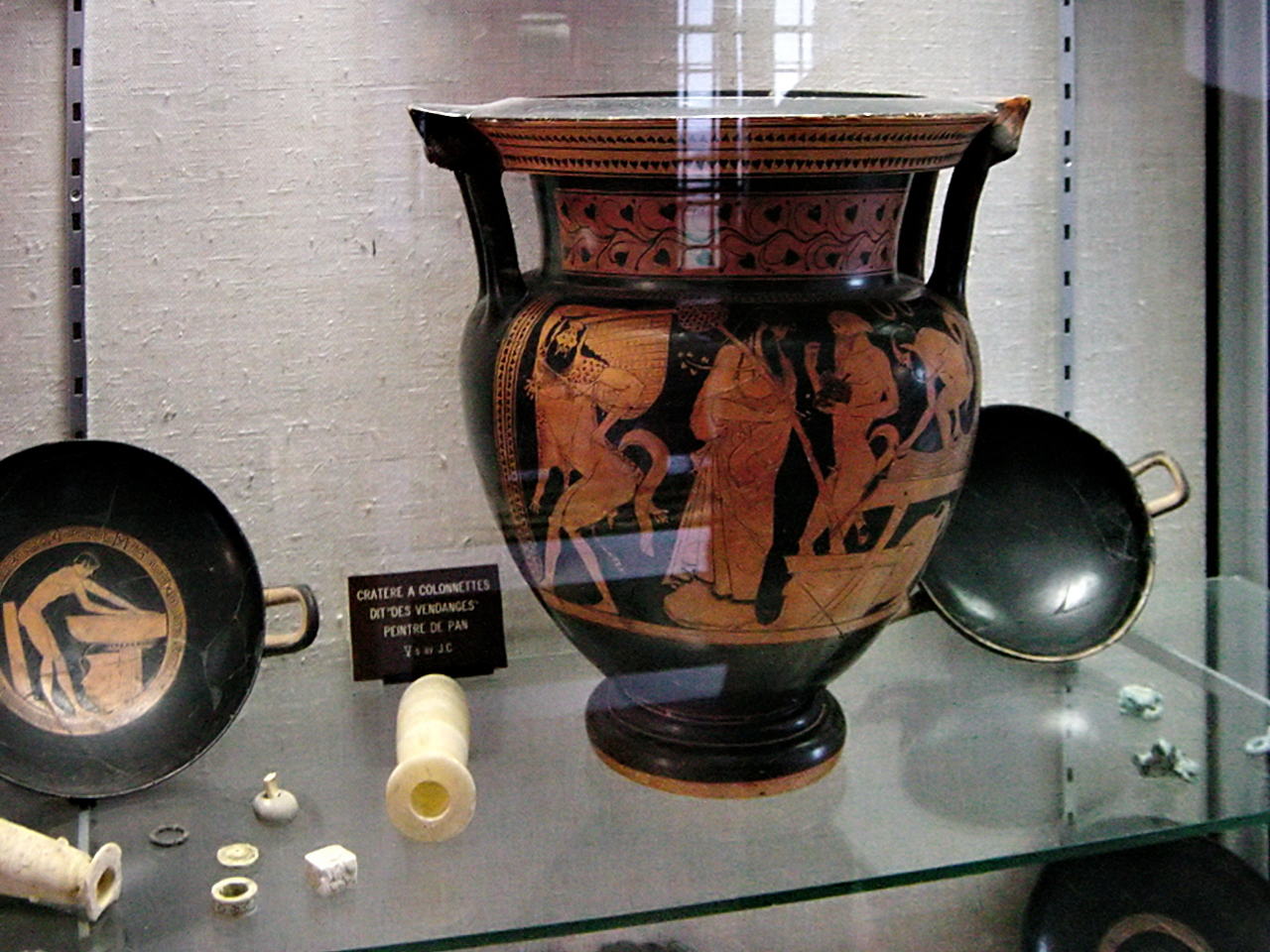
Vaso e coppe greche